# Souleymane Isaak Touré
Souleymane Isaak Touré (* 28. März 2003 in Gonesse, Département Val-d’Oise) ist ein französischer Fußballspieler. Der Innenverteidiger steht seit 2023 bei FC Lorient unter Vertrag und ist aktuell an Udinese Calcio ausgeliehen. Darüber hinaus ist er französischer Nachwuchsnationalspieler.

## Karriere

### Verein
Souleymane Isaak Touré kam in Gonesse in der Pariser Agglomeration zur Welt, sein erster Verein war allerdings AEA Saint-Pierre, einem Verein in der Normandie, dem er 2010 beitrat. Dort spielte er drei Jahre und wechselte dann zu CO Cléon, bevor er nach einem Jahr der Fußballschule von Le Havre AC, einem Zweitligisten, beitrat. Am 29. August 2020 gab Touré im Alter von 17 Jahren sein Profidebüt in der Ligue 2, als er beim 1:0-Sieg gegen den SC Amiens zum Einsatz kam. In der Saison 2020/21 blieb dies sein einziger Pflichtspieleinsatz für die erste Mannschaft. Dies war auch einer Operation am Knöchel geschuldet. In der Saison 2021/22 kam Souleymane Isaak Touré zu 17 Einsätzen und stand dabei in 15 Spielen in der Anfangself. Dabei wurde er überwiegend als Innenverteidiger eingesetzt.
Im Sommer 2022 verließ der Franzose Le Havre und schloss sich Olympique Marseille an. Nach nur fünf Kurzeinsätzen in den ersten sechs Monaten wurde der Spieler im Januar 2023 bis zum Saisonende an die AJ Auxerre ausgeliehen.

### Nationalmannschaft
Am 17. September 2019 debütierte Souleymane Isaak Touré beim 2:0-Sieg gegen die Niederlande für die U17-Nationalmannschaft Frankreichs. Er kam bis Februar 2020 zu insgesamt sechs Einsätzen. Seit 2021 ist Touré französischer U19-Nationalspieler und lief für diese Altersklasse am 2. September 2021 beim 5:2-Sieg gegen Russland erstmals auf.